# Onthophagus brevigena
Onthophagus brevigena là một loài bọ cánh cứng trong họ Bọ hung (Scarabaeidae).